# Maria Kanellis
Maria Kanellis-Bennett, född Maria Louise Kanellis 25 februari 1982 i Ottawa i Illinois, är en amerikansk wrestlingstjärna inom professionell wrestling. Kanellis började sin karriär som deltagare i dokusåpan Outback Jack år 2004.